# Sollefteå Gymnastik och Idrottföreningen
O Sollefteå GIF FF Fotboll, ou simplesmente Sollefteå GIF FF, é um clube de futebol da Suécia. Sua sede fica localizada em Sollefteå.
Em 2009 disputou a Division 2 Norrland, uma das seis ligas da quarta divisão do futebol sueco, terminando na sétima colocação dentre 12 clubes participantes.